# أوجيم
أوجيم (بالإنجليزية: Ogame)‏ هي لعبة لإدارة المصادر وحرب الفضاء، وتعد هذه اللعبة من الألعاب العملاقة متعددة اللاعبين والتي تلعب على المتصفح وتحتوي أكثر من مليونين حساب. تم إنشاء هذه اللعبة عام 2000 من قبل Gameforge AG. وتتوفر في اللعبة بعدة لغات مختلفة، بينما تمتلك الجنسيات المختلفة مجتمعاتها الخاصة. كما يتم تنبيه اللاعبين إلى الأخبار والأمور الأخرى مثل التغييرات الحاصلة في قواعد اللعبة أو الإصدارات الجديدة منها عن طريق المنتدى الرسمي.

## نظام اللعب
كل الأكوان الموجودة في لعبة أوجيم تحتوي على ثلاثة تصنيفات: المجرات، الأنظمة، الكواكب. كل الأكوان تحتوي على 9 مجرات، وكل مجرة تحتوي على 499 نظام، وكل نظام يحتوي على 15 كوكباً. تأخذ عملية إرسال الأسطول بين مجرتين مختلفتين وقتاً أطول منه في النظام نفسه.
كل لاعب يبدأ اللعبة بكوكب واحد يأخذ إحداثيات عشوائية بين 4 و 12 ضمن نظام ومجرة عشوائيين. يحتوي الكوكب الأول دائماً على 163 حقلاً، والتي تحدد عدد الأبنية التي يمكن للاعب بنائها في الكوكب، بغض النظر عن الحيز في نظام اللاعب. إمبراطورية اللاعب يمكن أن تحتوي على 9 كواكب في أي حيز كواكب غير مشغول. كل الأبنية، البحوث، والمهام تنفذ وتطلق من كوكب أو قمر. ويتم التطوير باستخدام ثلاثة مصادر: المعدن، الكريستال والديتيريوم، وكذلك الطاقة والمادة المظلمة. توجد عدة طرق للحصول على هذه المصادر، تتضمن حفر المناجم والتجارة.
يتم ترتيب اللاعبين حسب نقاطهم المكتسبة، تضاف نقطة واحدة إلى رصيد اللاعب لكل ألف وحدة مصدر يحصل عليها في عملية بناء، بحث، أو دفاع. ولا تعطى النقاط على المصادر غير المصروفة.
بخلاف ألعاب الوقت الحقيقي الاستراتيجية، لا تعطي أوجيم اللاعب سيطرة ثابتة على سفينة الفضاء خاصته/خاصتها. بدلاً من ذلك، يقوم اللاعب بإرسال السفن إلى موقع (باستخدام نظام إحداثيات اللعبة) ثم يقوم بعمل ما بعد عودة الأسطول.,وبالنسبة للطاقة والمادة المظلمة...
فإن الطاقة هي مصدر مهم لعمل المناجم ويتم الحصول على هذه الطاقة من عدة طرق وهي((محطات الطاقة الشمسية)).((والأقمار الصناعية الشمسية)).((ومحطة الطاقة الانصهاريه)).وستعمل أيضا الطاقة في المراحل المتقدمة جدا من اللعبة في إنشاء بحث ((الجرافتون))والذي يتطلب 300000من الطاقة وهو البحث الأكثر تطورا في العبه.
واما بالنسبة للماده(المظلمة) فهي تستخدم لتعيين القادة.ولاستخدام خصائص التاجر..ويتم الحصول عليها بدفع المال مثلا عن طريق كاش يو أو غيره.
وفي أحد المهام تحصل على المادة المظلمهبمقدار2500 ويتم استعمالها حسب المهمة التالية..
واستعمال المادة السوداء في العبه محصور بالخصائص الإضافيه.
والبنسبه لمركبات الحربية فأضعفها (المقاتلة الخفيفه). واقواها هي(نجمة الموت) والتي للحصول عليها تحتاج إلى بحث الجرافيتون والملايين من الموارد الخام.والعديد من الأبحاث.
لذا فإن نجمه الموت تعد أقوى المركبات الحربية والتي تكون في مراحل متقدمه من اللعبة....
- موقع لعبة أوجيم